# Camptocladius angorensis
Camptocladius angorensis är en tvåvingeart som först beskrevs av Jean-Jacques Kieffer 1918.  Camptocladius angorensis ingår i släktet Camptocladius och familjen fjädermyggor.
Artens utbredningsområde är Turkiet. Inga underarter finns listade i Catalogue of Life.